# مراد بوز

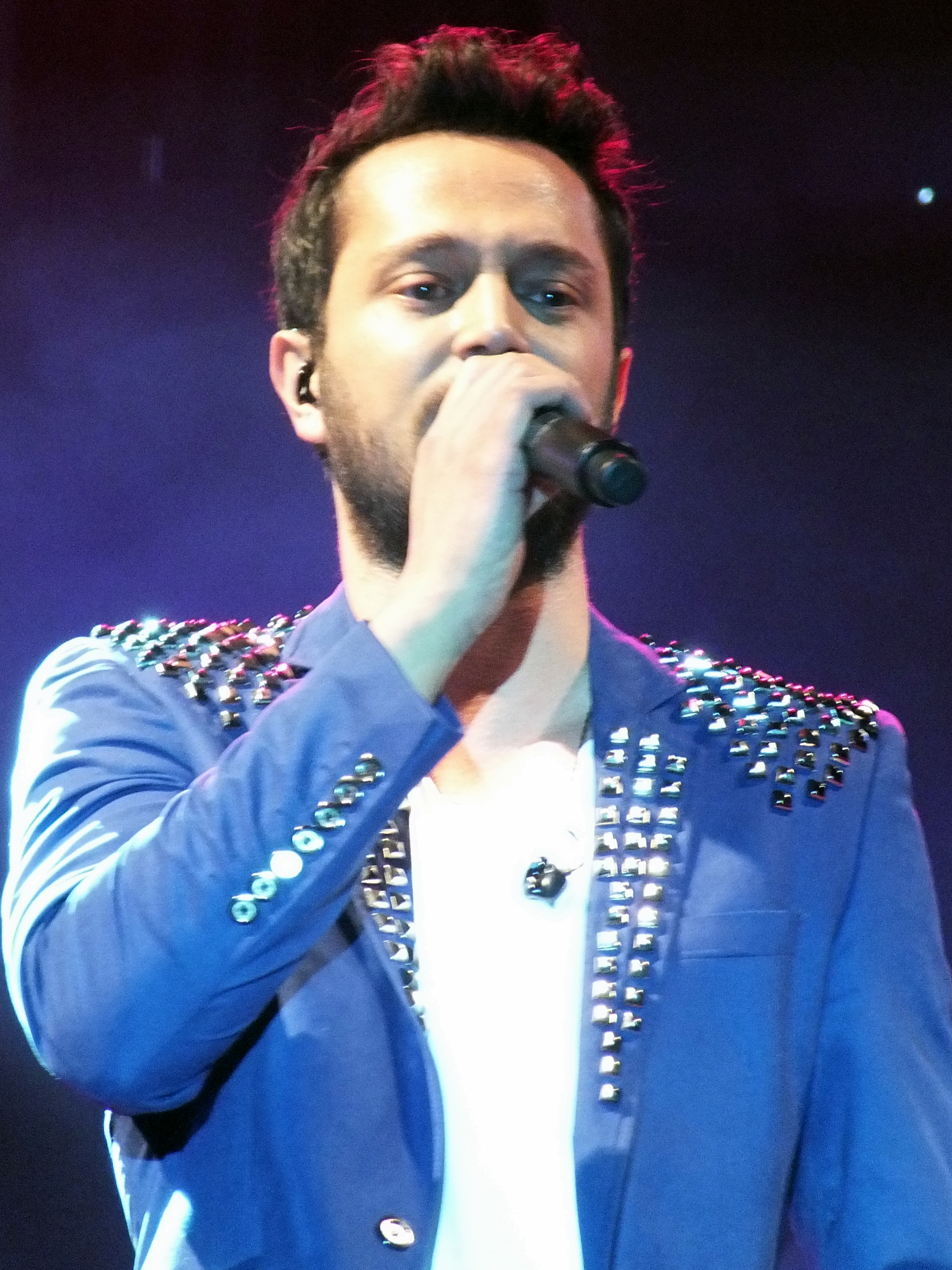
مراد بوز أثناء حفل سيليفكى 2012

مراد بوز  (بالتركية: Murat Boz)‏ (مواليد 7 مارس 1980)، هو مغني وكاتب غنائي وموسيقي ومغن مؤلف تركي بدأ مسيرته الفنية عام 2006.
ولد في مدينة زانغولداك بتركيا. انتقل إلى إسطنبول بعد أن أتم تعليمه الابتدائي والإعدادي في منطقة إيرجيلي بزانغولداك. وفي عام 1999، التحق بجامعة إسطنبول بيلجي وبعد أن انتهى من دراسته بهذه الجامعة واصل دراستة الجامعية بجامعة إسطنبول التقنية. وفي الوقت نفسه أعطى دروساَ في الفوكاليز للعديد من المغنين، على رأسهم تاركان.
بدأ مراد بوز مشواره في الغناء الفردي بإصدار أغنيته الفردية «لا يمكننى العثور على الحب». وفي العام التالي عُرض للبيع أول ألبوم استديو له باسم «أقصى درجة»، وحاز على العديد من جوائز الموسيقى. وفي عام 2008، خرج للجمهور بألبوم«الهاوية» وهو بمثابة أول أسطوانة مطولة له، واحتلت أغنيته التي تحمل اسم الألبوم نفسه المرتبة الخامسة في قائمة تركيا الرسمية. وفي أوائل عام 2009، أصدر ثاني ألبوم له بعنوان «الحظ». وصور منه ست أغاني فيديو كليب:«لا يوجد مال»، «أشتقت»، «احرق كل شيء»، «متمايلاَ»، «بدوى شديد»، «سأرحل من هنا». وفي عام 2010، بعد أن عرضت للبيع أغنيته الفردية «الحياة جميلة من أجلك»، أصدر ألبومه الثالث «حبي أكبر مني».واحتلت أغنيتان من هذا الألبوم المرتبة الأولى في تركيا وهم «لو هناك عودة»، و«لايمكننى البقاء يا صديقتي». وفي عام 2013 أطلق مراد بوز أغنيته الفردية «لن أتخلى».
ويعد مراد بوز عازف البيانو والكمان والناي واجهة إعلانية للعديد من الشركات وذلك بجانب حياته الموسيقية. وقد شارك في برنامج «هذا صوت تركيا» ليكن أحد أعضاء لجنة التحكيم وذلك خلال المواسم الثلاث الأولى، والتي كانت بين عامي 2011-2014. وهو العضو الفائز من لجنة التحكيم في الموسم الأول. وحاز على ثلاث جوائز الفراشة الذهبية وجائزتين من كرال ميوزيك.

## البداية
ولد في منطقة أريلي بمدينة زانغولداك بتركيا من الزوجان عائشة ندرت وجعفر بوز ليأتي كطفل ثان بعد أخاه الذي يدعى علي. وجهتهه والدته للالتحاق بمسابقات الموسيقى بعد انتهاءه من مرحلتي الابتدائية والإعدادية، وأعدته للالتحاق بمدرسة الفنون الجميلة. وبعد أن نجح في اجتياز امتحانات الكفاءة التي دخلها عام 1995، بدأ دراسته بمدرسة الأناضول للفنون الجميلة، وهي مدرسة داخلية بإسطنبول استمر يدرس فيها أربع سنوات. ومن خلال المدرسة تعلم العزف على البيانو والكمان. وحقق المركز الأول في مسابقة الموسيقى والرقص الشعبي المنظمة بين المدارس، والتي قد أعدتها جريدة القومية عام 1998 وبعد ذلك التحق بقسم «جاز فوكال» بجامعة إسطنبول بيلجي ومن ثم التحق بمعهد موسيقى بجامعة إسطنبول التقنية.
وفي بدايات 2000 بدأ يربح مالا من دروس الفوكاليز التي يعطيها وأول تلميذة له هي (أمل موفتو أوغلو).وبعد ذلك رافق كمنشد العديد من المطربين في تسجيل ألبوماتهم وهم: بورجو جونش وديمت صغير أوغلو وجروب هبسي وهاند مانسون ونازان أونجل ونيل قره ابراهيمجيل ونيلوفر وتاركان. وأكثر من عمل معه من هؤلاء المطربين هو تاركان حيث ظل يعطي له دروس الفوكاليز لمدة لا تقل عن ست سنوات. وفي عام 2004، قام بدور في كليب«برونزى اللون» للمطربة نيل قره إبراهيم جيل وكان ألبومها «نيل إف آم» الذي تحتل فيه هذه الأغنية مكانة قد صدر عام 2004. وفي العام التالي رافق جروب هبسي في أغنيته«كاذب» وهي من ألبوم «واحد» الذي صدر عام 2005.

## حياته المهنية

### 2006 ألبومي «أقصى درجة» و"الحظ
وانطلق مراد بوز في شهر يوليو عام 2006 بأغنيته الفردية «لا يمكنني العثور على الحب» والتي كتبتها ولحنتها له نيل فره إبراهيم جيل. وقد أخرج له سليمان يوكسل فيديو كيليب هذه الأغنية. وفي شهر أكتوبر أتم المطرب أول ألبوم استديو له.وفي بداية عام 2007 عرض ألبومه «أقصى درجة» للبيع من إنتاج شركة «ستارديوم». وقد قدم كلا من«تاركان» و «أوزان تشولاك أوغلو» و«أوميت ساين» و«مصطفى ججلي» الدعم له في هذا الألبوم. وصور أغنيتان من هذا الألبوم فيديو كليب وهم:«أقصى درجة» و«بوف/أطفئ النار».وبينما يتصدر أول كليب من هاتين الأغنيتن ليحتل المرتبة الثالثة في قائمة «أفضل عشرون أغنية في تركيا» في مجلة «بيللي بورد»، قام ثان كليب بتمثيل دولة تركيا في مسابقة (OGAE Video) وهي تمثل منظمة مشجعي مسابقة الأغاني الأروبية ليحتل أيضا المرتبة الثالثة. وفي عام 2007 نال جائزة من جوائز الفراشة الذهبية وجائزة من جوائز إسطنبول إف إم الذهبية وذلك ضمن فئة أفضل فنان صاعد. وفي يوليو 2008 التقى جمهور مراد بوز مع ألبومه «الهاوية» وكان مرتبط بشركة الإنتاج «ثمانية وتسعون». وارتفعت مرتبة الأغنية التي تحمل اسم الألبوم لتحصل على المرتبة الخامسة في قائمة «أفضل عشرون أغنية في تركيا».
وقال مراد بوز أنه استمر في إعداد ألبومه الثاني«الحظ» في الشهور الصيفية لعام 2008. وكان هذا الألبوم قد عرض للبيع في فبراير 2009 من إنتاج شركة «ثمانية وتسعون» وبيعت 17 ألف نسخة من الألبوم خلال الأشهر الستة الأولى من سنة النشر a b «. وبعد ذلك حاز على جائزة من الجوائز الموزعة من قبل» إف إم إسطنبول«.وتقدمت أغنية» لا يوجد مال«والتي أصدرها بالفيديو كليب قبل صدور الألبوم لتحتل المرتبة الخمسة في قائمة» أفضل عشرون أغنية في تركيا ". وقام بتصوير أكثر من فيديو كليب بعد لا يوجد مال وهم على الترتيب: «اشتقت إليك» "احرق كل شئ«متمايلا» «بدوى شديد» «اثنان متحضران» «سأرحل من هنا».واحتلت كلا من «اشتقت إليك» و«متمايلا» مرتبة ضمن أول خمس أغاني في «قائمة أفضل عشرون أغنية». وقام مراد بعمل توزيع جديد لأغنيته «اثنان متحضران» وذلك عن طريق تصوير دويتو مع مؤلف وملحن الأغنية «سونر ساري قبضاي» وعرضه كأغنية فردية. ورشحت الأغنية لجائزة أفضل دويتو لعام 2011 ولكن نال هذه الجائزة كلا من «مصطفى ججلي» و«الفان جونايدن» عن دويتو«مفقود» الذي قدمه الفنانان معا.
وعرضت أغنية "الحياة جميلة من أجلك" للبيع كأغنية فردية عام 2011 وكانت هذة الأغنية قد كتبت ولحنت من قبل "سونر ساري قبضاي. واستخدمت هذة الأغنية كأغنية ترويجية للحملة المنظمة لها والتي تحمل نفس الاسم وذلك من أجل البحث عن منشد جديد. بالإضافة إلى ذلك رشحت واحدة من الريمكسات التي قدمها خلال عمله الفردي لفئة أفضل أغنية ريمكس ولكنها لم تحصل على الجائزة.

### 2011 «حبي أكبر مني» وأعماله الأخرى
أفاد مراد بوز أنه تمكن من إصدار ألبومه الثالث في الشهور الصيفية لعام 2011.وأنه استمر في إعداد ألبومه الجديد في لندن في نهاية العام نفسه. وفي أبريل 2011، أصدر أغنيته الفردية التي تحمل اسم الألبوم نفسه ورافق الأغنية فيديو كليب صوره له "بوراك أرتاش". وفي مايو 2011 عرض ألبومه الثالث «حبي أكبر مني» للبيع بالتعاقد مع الشركة التجارية "ثمانية وتسعون "، وقد بيع خمسة وثلاثون ألف نسخة من هذا الألبوم وحاز على جائزة من جامعة " قادر خاص".وعلى الرغم من ترشيح الألبوم للحصول على جائزة من الجوائز التي تنظمها إحدى المجلات السياسية ضمن فئة أفضل ألبوم فإنه لم يوفق في الحصول على الجائزة. وبعد ذلك صور فيديو كليب للأغاني التالية:"قبلة الحياة" و"لو هناك عودة" ولا يمكنني البقاء ياصديقتي "و"اللغز"وأخيرا فيديو كليب" أنت اسمي الثاني". وتربعت اثنان من هذه الأغنيات على قمة القائمة الرسمية لتركيا (Nielsen)وهم «لو هناك عودة» و "لايمكنني البقاء ياصديقتي ". وفي عام 2012 حاز مراد بوز على جائزة أفضل مغني في موسيقى البوب ضمن جوائز "الفراشة الذهبية" ثم نال جائزة أفضل مطرب ضمن جوائز "الموسيقى الملكية".
وفي 14 أغسطس 2012، أطلق مراد بوز أول ألبوم ريمكس له Dans Miks من إنتاج شركة «ثمانية وتسعون». وبالإضافة إلى ما أداه من ريمكسات لبعض الأغاني الواقعة في ألبوميه الثاني والثالث فقد أضاف إلى قائمة تلك الأغاني أغنية «المقدَّر لا يمكن إفساده» والتي أداها في ألبوم «130 نبضة في الدقيقة» وهو ألبوم للمطربة «أوزان دو أوغلو».وخلال تصوير فيديو كليب أغنيتي الريمكس «اشتقت إليك» و «لو هناك عودة» الوارداتن بالألبوم حاز ريمكس أغنية «لو هناك عودة» على جائزة أفضل ريمكس من ضمن جوائز الموسيقى بتركيا لعام 2013. وفي اليوم نفسه الذي أصدر فيه الألبوم اتفق على الطلاق من «أليز ساكوش أوغلو» في منطقة هازرو بديار بكر في تركيا، والتي كان قد تزوجها في العاشر من أكتوبر لعام 2008 في مدينة باساو بولاية بافاريا في ألمانيا. وفي عام 2008، سجل دويتو مع «أوغوز بيركاري فيدان» لأغنية «لن يحدث» وعرضت للبيع بالإتفاق مع شركة الإنتاج «دوغان» مروجة لأغنيته «لن أتخلى». وفي يوليو 2013، أعلن أنه يعمل على ألبومه الجديد. وفي أبريل 2014، رافق «جولشن» في أغنية «تحيز». وفي يوليو 2014، انفصل عن حبيبته «إليز ساكوش أوغلو» بعد علاقة دامت ثمان سنوات.

## فنه
ويعد مراد بوز عازف البيانو والكمان والناي مغني بوب. ويعتقد أنه لن يكتفي بالغناء في الأداء الحي فقط حيث يهدف في عروضه على المسرح إلى التقارب من المغنية الأمريكية مادونا. وكانت التعليقات حول الفترة التي أصدر فيها أغنياته الأولى أنه يشبه تاركان. وربط ذلك بأنه كان قد أعطى دروس فوكاليز لتاركان فترة طويلة، وصرح بأن تلك التشبيه لا يسبب له أي انزعاج. وكان مراد بوز قد أعطى الأولوية للأغانب سريعة الرتم في ألبومي «أقصى درجة» و«الحظ»، أما في ألبومه الثالث«حبي أكبر مني» فقط خصص مكانة للأغاني متوسطة الوتيرة. وقال إنه اختار أغاني ألبوم«حبي أكبر مني» وفقا لمزاجه وحالته النفسية. وقد قدم نقاد الموسيقى انتقادات إيجابية من أجل هذا الألبوم، فقد كتب عنه أنه أمام «منعطف جديد» وأنه «اقترب إلى النضج».

## مبادرات أخرى
شارك مراد بوز في مشاريع مختلفة بعيدة عن ألبوماته الخاصة ومشاريعه الفردية، وانضم إلى لجنة تحكيم برنامج هذا صوت تركيا، وكان معه ضمن لجنة التحكيم هاديسا وهوليا أوشار ومصطفى صندل خلال الموسمين الأولين لنشر البرنامج والذي كان بين الأعوام2011-13.أما في الموسم الثالث والذي صدر بين عامي 2013-14، كان معه أبرو غوندش وجوكهان أوزاغوز وهاديسا. وكان أوغوز بركاي فدان الذي انتقل إلى مرحلة التصفيات من بين ثمانية متسابقين في فريق مراد بوز إحدى متسابقي الموسم الأول، وأصبح الأول بعد أن حاز على عدد كبير من الأصوات. وقد نظم ديسمبر 2011حفلة موسيقية في فان، لمساعدة ضحايا زلزال فان الحادث في تركيا في نهاية عام 2011. وفي عام 2012، قدم الدعم لمنظمة السلام الأخضر التي تهدف لحماية القطب الشمالى، وشارك في أداء أغنية الفيلم المصور للحملة باللغة التركية. وبجانب ذلك منذ عام 2010 وهو ممثل للإعلانات التجارية لمختلف الشركات.وقد شارك في كليب «أنت اسمي الثاني» أشخاص اختارهم خلال مسابقة قدمت من خلال إعلان شارك فيه مراد بوز.

## الديسكوغرافيا
المكونات الرئيسة:الديسكوغرافيا، وقائمة أغاني مراد بوز.
(2007) أفصى درجة.
(2009) الحظ.
(2011) حبي أكبر مني.

## الجوائز والترشيحات
| العام | المنظمة                            | الفئة                     | المرشح              | النتيجة | المصدر |
| ----- | ---------------------------------- | ------------------------- | ------------------- | ------- | ------ |
| 2007  | جوائز الفراشة الذهبية              | أفضل عازف منفرد صاعد      | مراد بوز            | فاز     | [ 13 ] |
| 2007  | جوائز اف ام الذهبية أسطنبول        | أفضل فنان صاعد            | مراد بوز            | فاز     | [ 57 ] |
| 2007  | جوائز كرال للفيديو والموسيقي تركيا | أفضل فنان صاعد            | مراد بوز            | فاز     | [ 58 ] |
| 2009  | جوائز إف إم الذهبية إسطنبول        | أفضل ألبوم                | الحظ                | فاز     | [ 59 ] |
| 2010  | جوائز موسيقى البلقان               | أفضل فنان ذكر في البلقان  | مراد بوز            | ترشيح   | [ 60 ] |
| 2010  | جوائز موسيقى البلقان               | أفضل مغني تركي في البلقان | أغنية متمايلاً       | ترشيح   | [ 60 ] |
| 2010  | جوائز بال إف إم ميوزيك             | أفضل فنان ذكر             | مراد بوز            | فاز     | [ 61 ] |
| 2011  | جوائز كرال ميوزيك                  | أفضل دويتو                | أغنية اثنان متحضران | ترشيح   | [ 25 ] |
| 2011  | جوائز راديو بوغازتشي               | أفضل فنان ذكر             | مراد بوز            | ترشيح   | [ 62 ] |
| 2012  | جوائز الفراشة الذهبية              | أفضل مغنى بوب تركي        | مراد بوز            | فاز     | [ 35 ] |
| 2012  | جوائز إيل ستايل                    | نجم العام                 | مراد بوز            | فاز     | [ 63 ] |
| 2012  | جوائز إن                           | أفضل فنان بوب             | مراد بوز            | فاز     | [ 64 ] |
| 2012  | جوائز البوب الحقيقي                | أفضل فنان                 | مراد بوز            | فاز     | [ 65 ] |
| 2012  | جوائز البوب الحقيقي                | أفضل عازف منفرد           | أغنية لو هناك عودة  | ترشيح   | [ 66 ] |
| 2012  | جوائز كرال ميوزيك                  | أفضل فنان                 | مراد بوز            | فاز     | [ 36 ] |
| 2012  | جوائز الإعلام                      | أفضل مغني                 | مراد بوز            | ترشيح   | [ 67 ] |
| 2012  | جوائز مجلة السياسة                 | ألبوم العام               | أغنية حبي أكبر مني  | ترشيح   | [ 32 ] |
| 2012  | جوائز مجلة السياسة                 | مغني العام                | أغنية حبي أكبر مني  | ترشيح   | [ 68 ] |
| 2012  | جوائز مجلة السياسة                 | مغني بوب تركي             | مراد بوز            | ترشيح   | [ 68 ] |
| 2012  | جوائز أكاديمية المستهلك العام      | أفضل مغني بوب             | مراد بوز            | فاز     | [ 69 ] |
| 2012  | الجوائز السنوية للخواص             | أفضل ألبوم                | أغنية حبي أكبر مني  | فاز     | [ 31 ] |
| 2013  | جوائز موسيقى تركيا                 | أفضل فنان                 | مراد بوز            | ترشيح   | [ 70 ] |
| 2013  | جوائز بال إف إم ميوزيك             | أفضل فنان                 | مراد بوز            | ترشيح   | [ 71 ] |
| 2014  | جوائز الفراشة الذهبية              | أفضل مغني بوب تركي        | مراد بوز            | فاز     | [ 72 ] |

## وصلات خارجية
- مراد بوز على موقع IMDb (الإنجليزية)
- مراد بوز على موقع ألو سيني (الفرنسية)
- مراد بوز على موقع ميوزك برينز (الإنجليزية)
- مراد بوز على موقع أول ميوزيك (الإنجليزية)
- مراد بوز على موقع ديسكوغز (الإنجليزية)
- مراد بوز على موقع قاعدة بيانات الفيلم (الإنجليزية)
- الموقع الإلكتروني